# MotoGP

Logotyp.

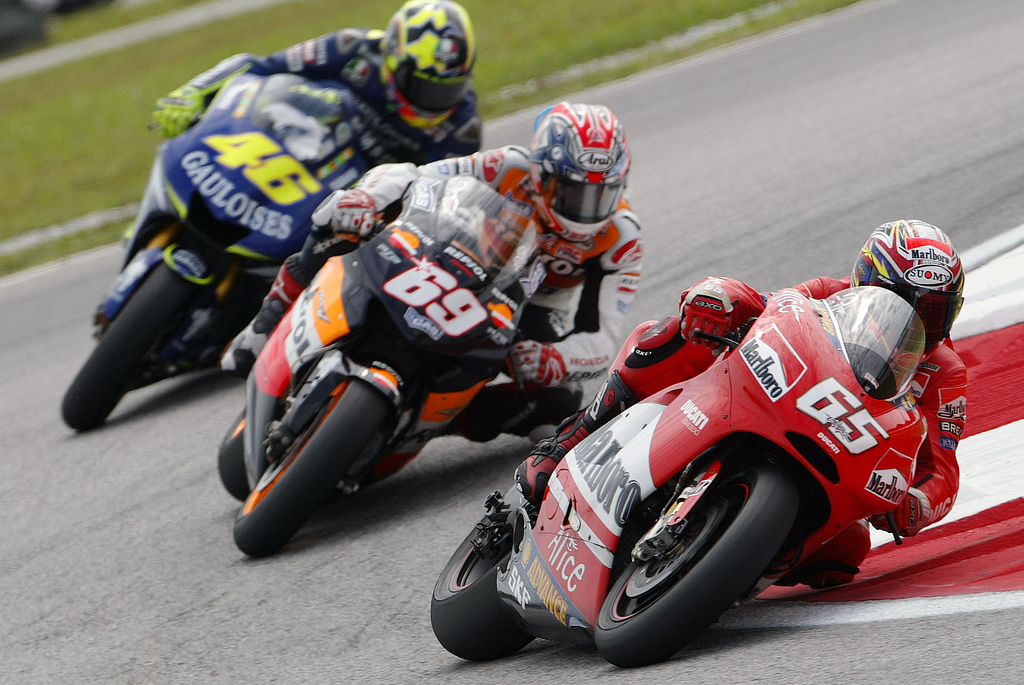
Race i MotoGP-klassen 2005.

MotoGP är FIM:s (Fédération Internationale de Motocyclisme) högst rankade serie inom roadracing. Klassen är motorcyklarnas motsvarighet till bilsportens Formel 1.

## Historia
MotoGP kördes för första gången 1949 och organiserades av FIM, de kommersiella rättigheterna ägs av Dorna Sports. 
Traditionellt har varje race körts med flera lopp beroende av vilka klasser som funnits vid den tidpunkten. Typiskt för 70-talet var 50cc, 80cc, 125cc, 250cc, 350cc, 500cc och en tävling för sidovagnar. Inom sidovagnar kördes enbart 350cc och 500cc. I MotoGP:s linda var fyrtaktarna härskande i alla klasser men i början av 1960-talet började saker att hända. Tvåtaktsmotorerna började ta över de lägre klasserna och i början av 70-talet hade fyrtaktarna försvunnit från banorna. Honda försökte dock med en mycket avancerad fyrtakts-500 men lyckades aldrig få den tillförlitlig.
Medan Honda övergav tanken på en fyrtakts-500 så övergav FIM 50cc-klassen i förmån till 80cc-klassen, även 350cc-klassen övergavs under 1980-talet. På 1990-talet uteslöts 80cc-klassen och sidovagnarna, kvar var då 125cc, 250cc och 500cc. 
Fram till 2002 var klasserna rigida och tävlade man i 500cc var man bunden till högst fyra cylindrar och fick välja mellan fyrtakt eller tvåtakt. Detta gjorde att fyrtaktarna inom sporten var få (se Honda NR500). Men år 2002 förändrades reglementet och man fick då välja mellan att använda en fyrtaktare med 990cc eller en tvåtaktare på 500cc. Fyrtaktstekniken visade sig vara överlägsen när de fick utnyttja dubbla cylindervolymen och år 2004 fanns inte en enda tvåtaktare med i den högsta klassen. Kuriosa, de sista 500cc tvåtaktarna utvecklade ca 180 hk medan 990cc fyrtaktarna låg på ungefär +240 hk. Från och med år 2007 kom högsta serien att bestå av 800cc motorer och endast fyrtaktsteknik är tillåten.
2012 gick man åter igen upp i cylindervolym. Denna gången till maximalt 1000cc. Många förare och team hade varit väldigt missnöjda med 800cc regeln och var glada över förändringen. 
Från och med 2010 överges 250cc och in kommer istället Moto2.

## Klasser
I serien finns från 2012 klasserna MotoGP, Moto2 och Moto3.

### MotoGP
Eftersom MotoGP är en prototypklass finns få restriktioner på hur motorcyklarna får se ut. Vissa restriktioner gällande vikt och motorstorlek finns dock. 
Några restriktioner:
- Endast fyrtaktmotorer
- Högst fyra cylindrar
- Maximal motorstorlek är 1000cc, sedan 2012
  - 2002-2006 var begränsningen 990cc för fyrtaktsmotorer och 500cc för tvåtaktsmotorer.
  - 2007-2011 max 800cc fyrtakt.
- Minimivikt, sedan 2012, är 150 kg för 800-kubikarna och 157 kg för 1000-kubikarna.
  - Tidigare bestämdes minimivikten efter antalet cylindrar på motorcykeln, enligt tabellen nedan.

| Antal cylindrar | Minimivikt (kg) | Minimivikt (kg) | Skillnad (kg) |
| Antal cylindrar | 2004–           | 2007–           | Skillnad (kg) |
| --------------- | --------------- | --------------- | ------------- |
| 2               | 135             | 137             | 2             |
| 3               | 135             | 140,5           | 5,5           |
| 4               | 145             | 148             | 3             |
| 5               | 145             | 155,5           | 10,5          |
| 6               | 155             | 163             | 8             |

Racingmotorerna som används är högpresterande och utvecklar ungefär 250 hk/liter och motorcyklarna har en effektratio av 1,6 hk/kg.
Fram till år 2000 benämndes klassen 500GP och restriktionen på 500cc gällde oavsett om motorcykeln använde tvåtakts- eller fyrtaktsteknik. Detta gjorde att klassen under ett par årtionden helt dominerades av tvåtaktare i olika konfigurationer.
Från och med år 2007 förbjöds tvåtaktarna och man begränsade fyrtaktarna ytterligare. Största cylindervolymen kom då att bli 800cc. Dessutom justerades viktreglerna och mängden bensin begränsades ytterligare.

### Moto2
Huvudartikel: Moto2
Säsongen 2019 är debutåret med trecylindriga 765-kubiksmotorer från Triumph. Mer elektronik tillåts också i Moto2. Kvalifikationsförfarandet ändras till ett system mer likt det som används i MotoGP. De 14 bästa efter de det tre fria träningarna går direkt till kvalheat 2, övriga kör kvalheat 1. Där går de fyra snabbaste till kvalheat 2 och de övriga får startposition 19 och bakåt. Startposition 1 till 18 bestäms av placeringarna i kvalheat 2. Kvalheaten är 15 minuter långa. Chassit är fritt och varje team får uppfinna och tillverka chassit efter egna idéer. Klassen är tänkt att vara ett komplement till MotoGP och även ett sätt att få ner kostnaderna som har sprungit iväg med utvecklingen av 250cc motorcyklarna. Minsta motorcykelvikt är 140 kg.

### Moto3
Huvudartikel: Moto3
I Moto3-klassen är motorcyklarna begränsade till en 250cc fyrtaktsmotor med en cylinder och att ekipaget (förare och fordon) måste väga minst 148 kg.

## Mästerskapet
Mästerskapet avgörs med 17 tävlingshelger runt om i världen, där man får poäng efter sin placering i tävlingen, och den som har mest poäng när säsongen är slut vinner världsmästartiteln. Klasserna har varit i Sverige 21 gånger, 17 gånger på Scandinavian Raceway, två gånger på Gelleråsen och en gång i både Hedemora och Kristianstad.
Maskinmaterialet är väldigt jämnt och oftast skiljer det mindre än två sekunder per varv genom hela startfältet i MotoGP. Omkörningar gynnas av slipstream, det vill säga att den som drar tar emot luft och konkurrenten kan ligga i "suget". Motorcylklarna är ganska smala, vilket ger många olika potentiella spårval, och många motorcyklar får rum i bredd. Förarna är oftast väldigt skickliga och klarar av att köra på små ytor utan att krocka med medtävlarna.

### Listor för mästerskapssegrar (förare/stall) i
- 500cc sidovagn
- 350cc sidovagn

## Stora förartalanger genom åren
(som ej längre är aktiva)

 Valentino Rossi (ITA)
 Eddie Lawson (USA)
 Giacomo Agostini (ITA)
 Kent Andersson (SWE)
 Michael Doohan (AUS)
 Mike Hailwood (GBR)
 Libero Liberati (ITA)
 Jim Redman (GBR)
 John Surtees (GBR)
 Jock Taylor (SCO)
 Toni Mang (GER)
 Freddie Spencer (USA)
 Wayne Rainey (USA)
 Kevin Schwantz (USA)
 Max Biaggi (ITA)
 Kenny Roberts (USA)
 Randy Mamola (USA)
 Geoff Duke (GBR)
 Jarno Saarinen (FIN)
 Olivier Jacque (FRA)
 Carlos Checa (ESP)
 Kenny Roberts Jr (USA)
 Alex Barros (BRA)
 Norifumi Abe (JPN)
 Barry Sheene (GBR)